# برکه‌ماهی‌های برزیلی
برکه‌ماهی‌های برزیلی (نام علمی: Hypsolebias) نام یک سرده از خانواده جویبارماهیان است.